# Селюк (фільм, 1984)
«Селюк» (італ. «Il ragazzo di campagna») — італійська кінокомедія 1984 року, знята режисерами Франко Кастеллано і Джузеппе Мочча, з Ренато Поццетто у головній ролі.

## Сюжет
Артеміо простий сільський хлопець, що все життя прожив у своєму селі і жодного разу не виїжджав за його межі. Життя його монотонне і не цікаве. Єдина розвага місцевих мешканців, дивитися на поїзд, що проїжджає повз. Але одного дня Артеміо набридає сіре життя села і він вирішує поїхати в місто. У місті на нього ніхто не чекає. Брат-торгаш і злодій, не береться до уваги. Одна жінка — модна міська особа з прогресивними поглядами, береться допомогти сільському хлопцю. Хлопець закохується в неї, збирається зробити пропозицію, яка їй не потрібна. Хоча в селі на нього чекає проста дівчина, яка мріє вийти за нього заміж. Роботу хлопцю не знайти, без зв'язків та без освіти. Навіть із мосту стрибнути не виходить — приземлився в човен до мільйонера. Мільйонер запропонував йому роботу з продажу наркотиків — через що він остаточно розлютився. Його називають дурнем, бо відмовляється жити нечесно і мати за це великі гроші. Але чисті думки простого хлопця ще не затьмарилися кіптявою великого міста, він починає обзиває всіх міських поганими словами і потрапляє до поліції.

## У ролях
- Ренато Поццетто — Артеміо
- Массімо Серато — наркоторговець
- Енцо Каннавале — сліпий
- Донна Остербур — Анджела
- Клара Колозімо — Джованна, мати Артеміо
- Ренато Д'Амор — Фаббро
- Массімо Больді — Северіно Чічерк'я
- Сандра Амброзіні — Марія Роза
- Діно Кассіо — комісар поліції
- Армандо Челсо — фермер
- Франко Діоджене — 1-й менеджер з підбору персоналу
- Енцо Гарінеї — управитель багатоквартирного будинку
- Фабіо Гуффанті — епізод
- Даніела Піперно — онука сліпого
- Массімо Поньоліні — лікар
- Еліо Веллер — Маргеріта, гомосексуал
- Франческо Вісентін — епізод
- Джиммі іль Феномено — фермер
- Белла — Марія Роза
- Вінченцо Де Тома — чоловік в ліжку Артеміо
- Лучія Вазіні — касир

## Знімальна група
- Режисери — Франко Кастеллано, Джузеппе Мочча
- Сценаристи — Франко Кастеллано, Джузеппе Мочча
- Продюсери — Акілле Мандзотті, Лучано Луна
- Оператор — Даніло Дезідері
- Композитор — Детто Маріано
- Художники — Бруно Амальфітано, Вера Коссоліно, Франко Чераоло